# Melody Fall
Melody Fall est un groupe de pop punk italien, originaire de Turin. Le groupe, formé en 2003, est composé de Fabrizio Panebarco (chant, guitare), PierAndrea Palumbo (chant, basse), Marco Ferro (batterie) et Andrea Pica (guitare).

## Biographie
En 2003, Fabrizio Panebarco (chant, guitare), PierAndrea Palumbo (basse) et Marco Ferro (batterie) sont chacun en classe de seconde dans un lycée de Turin. Ils veulent tous jouer la musique qu'ils aiment, du pop punk californien, tel que Blink-182, Sum 41, ou encore Billy Talent, The Offspring et Green Day. Ils décident donc de former Ducks 33. Ils commencent à jouer quelques petits concerts en première partie d'autres groupes ou dans leur lycée. Après un an de concert, le groupe produisit une demo avec ses propres moyens.
Andrea Fusini, un producteur italien, remarque Ducks 33 lors d'un concert en juillet 2005, et décide de leur produire un EP. Pour reproduire le son de cette EP en concert ils leur manquait un deuxième guitariste, Andrea Pica arrive dans le groupe. Juste avant l'enregistrement de l'EP, Ducks 33 change de nom pour Melody Fall. Cet EP est publié en janvier 2006 en Italie sans aucun label et au Japon avec Radtone Music. Deux mois plus tard, Wynona Records demande à Melody Fall de signer un contrat avec eux. Après tout cela, le groupe commença une tournée italienne et japonaise.
Un an plus tard, en 2007, le groupe revient avec leur premier album, Consider Us Gone ; c'est leur révélation, la chanson My Friend's Girlfriend apparait dans plusieurs compilations telles que Pop-punk Loves You, vol. 3 ou encore pour le magazine français Rock One. L'album est publié en Europe et au Japon. Une tournée européenne suit avec des groupes comme Vanilla Sky ou The New Story. Le groupe est annoncé en France du 19 au 25 juillet 2007. Ils sont aussi annoncé au Teatro Palladium à Rome, le 22 décembre 2007. Le label américain, Band(B&)Recordings demande à Melody Fall de signer pour un tournée américaine et la sortie de Consider Us Gone aux États-Unis. Quelque temps plus tard, le groupe signe avec Universal Music, ce qui annule leur contrat avec Wynona Records.
En février 2008, le groupe vient juste d'enregistrer son nouvel album, un auto-intitulé. Celui-ci est leur premier album avec Universal Music mais aussi leur premier où Fabrizio Panebarco chante en italien. Certaines chansons de Consider Us Gone sont réécrites en italien. Cet album est publié le 29 février 2008, le même jour que leur premier single, Ascoltami. Trois mois plus tard, le groupe de pop punk américain Better Luck Next Time et Melody Fall se mettaient d'accord pour faire un split, appelé Hybrid. Il est disponible seulement au Japon le 17 mai 2008. Dans le même temps, le groupe tourne le clip de leur deuxième single I'm So Me/Salvami, publié en juin 2008.
En 2011, le groupe signe avec le label This is Core Music, pour la production de leur nouvel album Virginal Notes, publié en avril 2012.
En 2013, Marco Ferro, batteur du groupe depuis 2003, décide de partir, et est remplacé par Andrea Bessone. En novembre 2014, ils publient l'album The Shape of Pop Punk to Come, qui est un véritable retour selon le groupe.

## Membres
- Fabrizio Panebarco - chant, guitare (depuis 2003)
- PierAndrea Palumbo - basse (depuis 2003)
- Marco Ferro - batterie (depuis 2003)
- Davide Pica - guitare (depuis 2005)

## Discographie

### Albums studio
- 2007 : Consider Us Gone (Wynona Records)

1. "My Friend's Girlfriend"
2. "My Last Love Letter"
3. "Fight'Em Up"
4. "Your World"
5. "Everything I Breath"
6. "My Hope System"
7. "I'm So Me"
8. "Dead Wrong"
9. "Drift And Go"
10. "Tom, Special Guy!"
11. "Useless Days"
12. "Sadness Between Roses" (Bonus track japonais)

- 2008 : Melody Fall (Universal Music)

1. "Ascoltami"
2. "Su Le Mani"
3. "Salvami"
4. "My Friend's Girlfriend"
5. "Ogni Instante"
6. "Sick Girl"
7. "Invisible"
8. "Di Nuovo Quello Stupido Incubo Dove Io Sono Il Pagliaccio E Spavento I Bambini Al Circo"
9. "I'm So Me"
10. "Un Treno Por Non So"
11. "Margot"
12. "Beat It" (chanson de Michael Jackson)
13. "Sadness Between Roses" (Chanson cachée)

- 2010 : Into the Flesh

1. "Welcome To"
2. "Holy Wood"
3. "Tonight"
4. "I'm Not"
5. "Apricot Marmelade"
6. "N.K. (Nikel)"
7. "K.I.S."
8. "Trust (Between human beings)"
9. "Revolution"
10. "Frenkie's Dead"
11. "Sir Rodney"
12. "Beautiful (Ode On A Modern Urn)"
13. "It Can't Be Over"

- 2012 : Virginal Notes (This is Core Music)

- 2014 : The Shape of Pop Punk to Come

### Split et EP
- 2006 : Melody Fall (EP) (Radtone Music)

1. "Frenkie"
2. "She Made Me Fallin' (Here I Am)"
3. "Everybody Jump"
4. "What Can I Say"
5. "Nothing"
6. "Angry Song"

- 2007 : Hybrid w/ Better Luck Next Time (split) (Radtone Music (uniquement au Japon))

1. Better Luck Next Time - "California Girls" (Chanson de The Beach Boys)
2. Better Luck Next Time - "Fighting Fists, Angry Soul" (Chanson de Hi-Standard)
3. Better Luck Next Time - "My Friend's Girlfriend" (Chanson de Melody Fall)
4. Better Luck Next Time - "On My Own"
5. Melody Fall - "Best It"
6. Melody Fall - "Niji" (Chanson de Ellegarden)
7. Melody Fall - "T.G.I. Goodbye" (Chanson de Better Luck Next Time)
8. Melody Fall - "Sick Girl"

### Singles
- 2008 : Ascoltami (Universal Music) (de l'album Melody Fall)
- 2008 : I'm So Me/Salvami (Universal Music) (de l'album Melody Fall)